# نيل بيترسن
نيل بيترسن (بالإنجليزية: Neal Petersen)‏ هو متحدث تحفيزي جنوب أفريقي، ولد في 1967.